# Glyphoturris
Glyphoturris là một chi ốc biển, là động vật thân mềm chân bụng sống ở biển trong họ Conidae, họ ốc cối.

## Các loài
Các loài thuộc chi Glyphoturris bao gồm:
- Glyphoturris diminuta (Adams C. B., 1850)[2]
- Glyphoturris eritima (Bush, 1885)[3]
- Glyphoturris quadrata (Reeve, 1845)[4]
- Glyphoturris rugirima (Dall, 1889)[5]